# Zadelneus

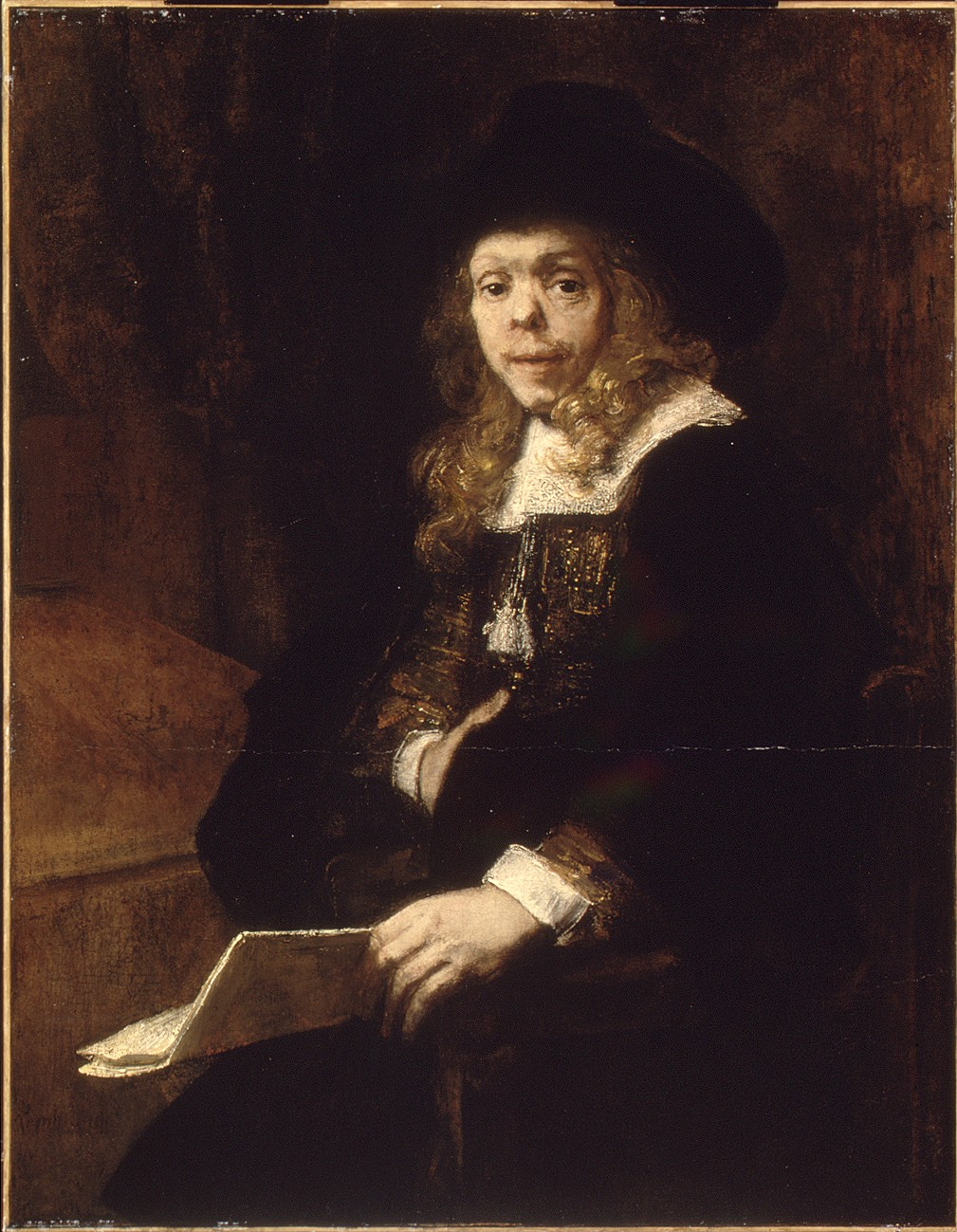
Voorbeeld van een zadelneus bij Gerard de Lairesse, een Nederlandse kunstschilder met aangeboren syfilis. (ca. 1665-1667)

Een zadelneus is een specifieke misvorming van de neus, waarbij de neusrug is ingezakt, meestal door necrose van het neustussenschot. De neus lijkt breder en wat knopvormig omdat de neusrug verdiept ligt.
Hiervoor zijn een aantal mogelijke oorzaken, zoals na een ernstig neustrauma (boksers), hardnekkig peuteren, allerlei ontstekingen (bijvoorbeeld congenitale syfilis, midline granuloma) en als gevolg van ondeskundig tamponeren waarbij de bloedvoorziening van het septum van beide zijden dichtgedrukt wordt.